# 圣加大肋纳堂 (那不勒斯)
圣加大肋纳堂（Chiesa di Santa Caterina da Siena）位于意大利那不勒斯市中心，虽然建于16世纪, 在接下来两个世纪中，内部由巴洛克时代的艺术家装饰。

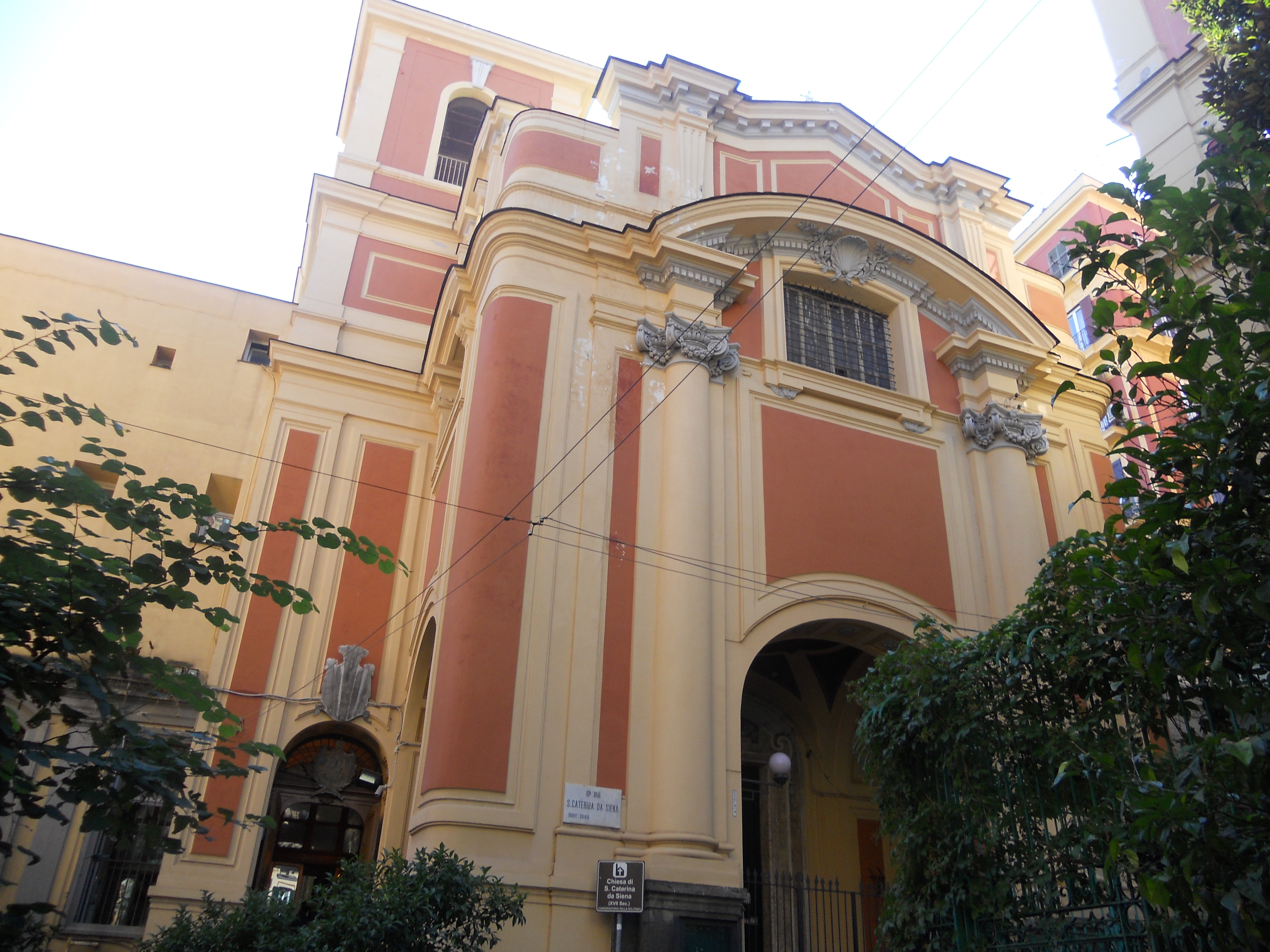
立面

## 历史
这座教堂建筑在1570年代由勒班陀战役期间获胜的海军上将奧地利的唐胡安委托建造。它附属于附近的胜利之后医院（hospital of Santa Maria della Vittoria），后来移交给圣雅各伯医院（hospital of San Giacomo）。1613年，教堂移交给在附近设有修道院的道明会。目前，该堂属于 天主教那不勒斯总教区的私人非营利性音乐基金会,安蒂卡·皮特·德·图尔奇尼音乐音乐中心（Centro di Musica Antica Pietà de' Turchini）,该基金会成立于1997年，从事16-18世纪那不勒斯音乐和戏剧作品的演出和研究。

## 描述
内部的圣水台是科西莫·范扎戈工作室的作品。1760年，地板用珐琅瓷砖装饰。1766年，天花板是文森佐·迪亚诺的壁画《教会的荣耀》（1784年）。中殿顶是费德尔·菲舍蒂的《圣加大肋纳的荣耀》,讲坛是《父神和福音传道者》，在祭坛上方的半月楣，是《枢德和超德》。正祭台画是洛伦佐·德·卡罗的《圣加大肋纳的神秘婚姻》。
内部有许多小堂。右边的第一个小堂的祭坛画，是弗朗切斯科·德·穆拉的《圣奥斯定》。右边的第二个小堂的祭坛画，是贾辛托戴安娜的《加略》（1782年）。右边的第三个小堂有费德尔·菲舍蒂的壁画，以及祭坛画耶稣的割礼。左侧第一个小堂有菲舍蒂的油画，包括《索里亚诺的圣多明我》和Noli me tangere。左边的第二个小堂的祭坛画是穆拉的玫瑰圣母。